# Ledermanniella thalloidea
Espèce
Synonymes
- Inversodicraeia thalloidea Engl.[2]

Statut de conservation UICN

 EN B2ab(iii) : En danger
Ledermanniella thalloidea est une espèce de plantes à fleurs du genre Ledermanniella et de la famille des Podostemaceae selon la classification phylogénétique.
Son épithète spécifique thalloidea fait référence au thalle qui la fixe.

## Description
C'est une herbe submergée ou non dans l'eau rapide des chutes d'eau, elle fixée par un thalle sur les roches ou tout autre objet dur.

## Répartition
Ledermanniella thalloidea est une plante endémique du Cameroun. La plante est connue dans quatre endroits. Sa zone de présence est faible (à moins de 10 km2) et ses populations sont fragmentées. On la trouve sur les chutes d'eau de la Sanaga à Édéa, au niveau du site du barrage. Avec un projet de construction du barrage dans les chutes d'eau de Nachtigal, l'un de ces emplacements de l'espèce, elle est considérée comme menacée selon les critères B2ab (iii).